# Branwen Corona
La Branwen Corona è una struttura geologica della superficie di Venere.